# Ciril Metod Pungartnik
Ciril Metod Pungartnik, slovenski politik, * 24. junij 1936, Trebnje, 27. september 2019, Trebnje.
Pungartnik, bivši župan Občine Trebnje, je bil kot poslanec Liberalne demokracije Slovenije član 2. državnega zbora Republike Slovenije.